# Slumberland Records
Slumberland Records est un label nord-américain d'indie-pop actuellement dirigé par Michael Schulman.
Il a été créé en 1989 à Washington D.C.  et est actuellement localisé à Oakland en Californie.
Parmi les références historiques du label on compte Stereolab, Black Tambourine, Hood, Dum Dum Girls, Go Sailor, Velocity Girl, etc.
Depuis le milieu des années 2000, le label a été ravivé par la vague actuelle indie-pop notamment grâce à des groupes tels que The Pains of Being Pure at Heart, Crystal Stilts ou encore Veronica Falls.